# Ian Baraclough
Ian Robert Baraclough est un footballeur anglais né le 4 décembre 1970 à Leicester. Il évolue au poste de défenseur. Au terme de sa carrière de joueur il devient entraîneur.

## Palmarès
- Vainqueur de la Football League One (3e division) en 2007 avec Scunthorpe